# Эпистема (Фуко)

«Представление представления» на картине Веласкеса «Менины», использованной на обложке «Слов и вещей».

Эпи́стема (от греч. ἐπιστήμη «знание», «наука» и ἐπίσταμαι «знать» или «познавать») — центральное понятие теории «археологии знания» Мишеля Фуко, введённое в работе «Слова и вещи. Археология гуманитарных наук» (1966). Эпистема — совокупность векторов познания во всех видах дискурса в данный исторический период.

## Общая характеристика
Эпистема есть обусловленное исторически культурно-когнитивное априори, совокупность правил и отношений в конкретном месте и времени. Эпистема определяет условия существования исторических форм культуры и знания. Эпистема включает набор дискурсивных практик, создающих аппарат производства знания. Фуко вводит различение между знанием и познанием (фр. savoir и connaissance, англ. knowledge и knowing); уровень эпистемы (знание) предшествует научным дискурсам (познание) и делает возможным их существование: «археология» Фуко изучала не поверхностные изменения, а глубинные события. Эпистема не является совокупностью знаний или особенностями исследований какой-либо эпохи, не обладает универсальной значимостью, а напротив, строго ограничена изучаемыми дискурсами. Дискурс — это совокупность высказываний, существующих в речи или письме, подчиняющихся определённым правилам и отвечающим определённым критериям. Фуко опирался на идеи структурализма и «историческую эпистемологию» Гастона Башляра. С одной стороны, эпистема — это скрытая и глубинная структура мышления определённой культуры, формирующая надындивидуальный порядок: фундаментальные языковые коды, схемы восприятия, иерархии практик. С другой стороны, «археология» упраздняет традиционный подход к истории идей, линейную историю, поскольку предлагает разрывы между историческими периодами, эпистемами; археология изучает не общий ход истории знания, а извлекает его скрытые формы.
В основе эпистемы лежат скрытые структуры, которые определяют порядок воплощения «вещей» в «словах»; структуры дискурсивных практик различаются в зависимости от уровня организации мышления или культуры. Важными свойствами эпистемы являются связь между её элементами и синхрония. Археологический метод позволяет обнаружить структуры эпистемы при анализе тех или иных культурных феноменов, что позволяет выявить «появляющиеся в пространстве знания конфигурации, обусловившие всевозможные формы эмпирического познания». В качестве системы невидимых правил, эпистема не только определяет «порядок среди вещей», но и позволяет объяснить появление тех или иных форм знания в тот или иной исторический период. Познание рассматривается вне критериев рациональности или объективности; вместо изучения постоянного прогресса знания Фуко исследует условия возможности знания.
Исследователь В. П. Визгин пишет, что введение эпистемы имело целью преодоление рационалистического и объективистского подхода к истории идей. Согласно исследователю Гэри Гаттингу, Фуко ставил перед собой задачу понять место и когнитивный статус гуманитарных наук в эпистемологическом поле современного знания, что требовало изучения форм знания и их места в современной культуре. Гаттинг выделяет четыре ключевых тезиса Фуко. Во-первых, разным историческим периодам соответствовали различные концепции знания. Во-вторых, та или иная концепция знания определяла видение связи вещей и их упорядочивания. В-третьих, поскольку знание всегда является вопросом формулировки истин о вещах, природа знания зависит от природы знаков, используемых для формулирования истин. В-четвёртых, поскольку для построения истин самую важную роль выполняют лингвистические знаки, то природа знания зависит от концепции языка конкретной эпохи. Совокупность схожих подходов к упорядочиванию мира, языку и знакам конституирует эпистему.

## Три эпистемы Нового времени в «Словах и вещах»
Фуко выделял в Новом времени три эпистемы: возрожденческую (Ренессанс, XVI век), классическую (XVII—XVIII века) и современную (с рубежа XVIII—XIX веков до настоящего времени). Для разных эпистем были характерны различные познавательные установки. Такой подход к истории близок к концепции Клода Леви-Стросса, в которой одни структуры последовательно сменяют другие. История дискурсов не является историей линейных и прогрессивных изменений, переход от одной эпистемы к другой происходит через разрывы и прерывности, хотя механизм перехода остаётся неясным. Изменения структур не управляются: Фуко говорит о «загадочном глубинном событии». Та или иная научная дисциплина оказывается ближе к другим наукам в рамках эпистемы, чем к той дисциплине, которую она сменяет или которой предшествует. Разрывы играют фундаментальную роль, поскольку показывают независимость эпистем друг от друга. В отличие от эпистемологического разрыва Башляра, разделявшего науку и ненаучное знание и сохранявшего разделение субъекта и объекта, разрывы у Фуко относятся к собственному предмету его археологии — знанию, существующему в дискурсивных практиках. Фуко обнаружил два ключевых разрыва — в середине XVII века (начало классической эпохи) и в последней трети XVIII — начале XIX века (порог современности).

### Эпистема Ренессанса
В эпоху Ренессанса господствовало космологическое видение мира, в котором все способно к самоупорядочиванию: «мир замыкался на себе самом: земля повторяла небо, лица отражались в звездах, а трава скрывала в своих стеблях полезные для человека тайны». Познание основывалось на принципах подобия, сходства языка и мира, слов и вещей, что выражалось в формах «пригнанности», «соперничества», «аналогии» и «симпатии-антипатии». Эти формы обеспечивали условия познания вещей. Пригнанность (лат. сonvenientia) означала пространственное соседство, которое взаимно обуславливало сходство: вещи были подобными из-за соседства, и сближались по причине сходства. Мир состоял из всеобщей пригнанности вещей, как, например, в случае души и тела, которые уподоблялись друг другу. Второй вид подобия — соперничество (лат. aemulatio), не связанный с близостью в пространстве. Соперничество определяло сходство вещей на большом расстоянии без их соединения и сближения. Так, лицо соперничало c небом, человеческий разум был несовершенным отражением божественной мудрости, в частях лица (глаза, нос, рот) отражались фигуры богов. Как и пригнанность, соперничество объединяло мир в единое целое, в котором соперничающие концентрические круги отражали друг друга. Если пригнанность и соперничество затрагивали свойства вещей, то аналогия — отношения, более тонкие и менее очевидные связи между вещами. Аналогия ставила человека в центр отношений мира. Наконец, симпатия была принципом пространственного движения и качественных изменений: тяжёлые тела падают на землю, а лёгкие тела двигаются в невесомый эфир. В результате внешней подвижности возникает и внутренние изменение в свойствах вещей; так, огонь, поднимаясь в воздух, претерпевает ряд трансформаций и становится воздухом. Полному уподоблению и смешению вещей мешает антипатия (к примеру, естественная вражда между животными или отрицательные эффекты лекарственных трав); движение и рассеивание «симпатии — антипатии» порождают и объясняют остальные формы подобия.
В эпистеме Ренессанса знаки, с помощью которых познавались сходства, сами являлись сходствами, подписями; знак симпатии мог быть аналогией, знак аналогии — соперничеством, знак соперничества — пригнанностью и т.д. Система мира и система знаков были идентичны: они обладали одной и той же структурой взаимосвязанных сходств. Знание о знаках как таковых («семиология») совпадало с познанием мира через знаки («герменевтика»). Познание мира подобия приводит к избыточности и, следовательно, убогости познания, поскольку, чтобы раскрыть и сделать достоверными поверхностные сходства или аналогии, необходимо изучить всю бесконечную цепь знаков в мире: точное знание требует постоянного накопления зависящих друг от друга подтверждений. Проблема частично разрешается доктриной отражения макрокосма в микрокосме, которая устанавливает предел бесконечной игры сходств и обеспечивает стабильность и абсолютную замкнутость мира (сферы), где разворачиваются сходства; Фуко отмечает, что доктрина, тем не менее, не относится к ключевым признакам ренессансной эпистемы, а является лишь «поверхностным эффектом». Другой важной особенностью данной эпистемы Фуко считает равное положение магии (прорицание природных событий), эрудиции (расшифровка древних текстов) и того, что можно охарактеризовать как научная рациональность. Магия и эрудиция глубоко укоренены в структуре ренессансного знания, а не являются простым пережитком донаучного мышления; как, например, тезис Парацельса о греческих словах, отгоняющих змей, или отношение к древнегреческим и древнеримским текстам как к совокупности знаков, оставленных Богом для познания истины.
Наконец, Фуко рассматривает статус языка в ренессансной эпистеме. С одной стороны, язык был одной «фигур мира», а, следовательно, частью всеобщего мира подобий и требовал расшифровки, как любая другая вещь; с другой стороны, поскольку язык был связан с подписями, знаками физических объектов, то его письменная форма имела приоритет. Данное обстоятельство имело два следствия. Во-первых, невозможность различить «увиденное и прочитанное»; так, тексты натуралиста Альдрованди представляют сочетание верных описаний, заимствованных цитат и вымысла; как пишет Гэри Гаттинг, Фуко не утверждал, что натуралисты Ренессанса в принципе не отличали мифы от реальности; различие между мифами и наблюдениями стиралось в письменной форме. Во-вторых, центральную роль в эпистеме занимали комментарии, направленные на нахождение первоначального текста (божественное откровение). Поскольку комментарий тоже являлся языком, он нуждался в комментарии, что приводило к бесконечному процессу комментирования и толкования — поиску нескончаемой цепи подобий.

### Эпистема классической эпохи
Разрыв с эпистемой Ренессанса обозначил переход от подобия к анализу порядка, основанному на тождестве и различии. Возникала репрезентация (представление) мира — знаковая структура, обусловившая возникновение систем Декарта, Гоббса, Лейбница, математизацию и механизацию природы, появление таких дисциплин, как «всеобщая грамматика» Пор-Рояля, «естественная история», «анализ богатств». Фуко отмечал два ключевых изменения в структуре знания. Во-первых, меняется процесс его получения: место выявления подобий занимает анализ. Во-вторых, классическое знание подразумевает завершённость, законченность, все элементы в мире можно исчерпывающе понять и пересчитать. Классическая эпистема проявляется уже у Ф. Бэкона, однако в полной мере представлена в «Правилах для руководства ума» Декарта; в этом трактате сходства рассматриваются как ошибки, а не объекты познания. Для Декарта подобия больше не выражают истинный порядок вещей; элементы реальности теперь связаны через тождество и различие и группируются в серии с помощью единого порядка меры. Мир становится математической системой, а познание — алгеброй; основой классической эпистемы выступает матезис — всеобщая наука порядка и меры, позволяющая осмысливать и сравнивать однородность или эквивалентность даже несоизмеримых вещей.
Фуко выделяет три свойства знаков в классической эпистеме. Во-первых, знаки больше не являются объектами внешнего мира, как в эпоху Ренессанса, а становятся внутренними элементами, характеристиками самого познания: достоверность или вероятность являются внутренними свойствами знаков. Во-вторых, знаки теперь сущностно связаны с анализом, причём двояким образом: знак одновременно является и инструментом анализа, и его результатом. В-третьих, знаки теперь устанавливаются «по соглашению», а не «по природе», то есть становятся конвенциональными. Фундаментальное онтологическое разделение между знаками (идеями) и миром, однако, не противоречит прямой связи между ними в виде репрезентации, единственной функции знака. Язык как совокупность знаков теперь является частью репрезентации, а не «одной из фигур мира». Эрудиция и комментарий сменяются анализом и критикой. Ярким примером перехода от ренессансной эпистемы к классической является «Дон Кихот» Сервантеса: если в первой части книги Дон Кихот верит, что прочитанное им в книгах совместимо с реальностью, то во второй части герой встречает людей, воспринимающих его как персонажа книги; здесь язык становится системой репрезентации. Главная цель познания — создание «всеобщей науки о порядке» — реализовывалась в виде таблиц, комбинаторик, исчислений, вероятностей, в которых простые элементы формировали сложные составляющие. В структуре классической эпистемы Фуко выделял три элемента, формирующие конфигурацию знания: матезис (упорядочивание простых объектов), таксономия (упорядочивание сложных объектов) и генезис или генетический анализ — сам процесс упорядочивания, обеспечивающий философские основания для всего классического знания. Фуко анализирует три эмпирические области знания: всеобщую грамматику Пор-Рояля, естественную историю, анализ богатств (все три дисциплины вписаны в таксономию).
«Всеобщность» грамматики состоит в её определяющей роли для всех правил языка. Фуко отмечает четыре свойства репрезентативной функции языка: атрибутивность, сочленение, обозначение, деривация; все они сосредоточены вокруг центрального элемента эпистемы — имени. Предложения можно соединять через атрибутивную связь только при условии наименования, сочленение есть процесс развёртывания собственных имён, обозначение относит их к объектам, а деривация изменяет значения имён. Таким образом, правильное наименование вещей является условием суждений об истинности и ложности. Естественная история возникает из разделения знаков и мира, различения знаний и высказываний о вещах. Согласно Фуко, идея естественной истории состоит в попытке максимально точно репрезентировать вещи, сократить дистанцию между языком и миром; что приводит к «именованию видимого», его отображению в языке. Естественная история изучает «протяжённость» (пространство) мира посредством категорий формы, количества, соотношения и величины. Задачей естественной истории была языковая классификация (таксономия) любых живых существ. Размещение изучаемых существ в таблицах тождеств и различий проводилось двумя способами: система специфицировала небольшое количество элементов (признаков) существ произвольным образом (Линней), а метод, наоборот, чётко описывал элементы, однако виды существ отбирались случайно (Адамсон, Бюффон). Фуко заключает, что, вопреки традиционным подходам в истории науки, естественная история отличалась от современной биологии своим подходом к понятию жизнь, а не просто отсутствием идеи эволюции. Согласно его радикальному тезису, до XIX века не существовало ни жизни, ни биологии. Схожим образом анализ богатств в классической эпистеме не является продолжением ренессансной мысли или предвосхищением политической экономии XIX века, а составляет автономное поле знания. В отличие от возрожденческого подхода, в котором деньги имели внутреннюю ценность и сами являлись богатством, в классическую эпоху деньги становятся функцией, инструментом репрезентации богатства, ценности других вещей. И меркантилисты (Кондильяк, Галиани, Грален и др.), и физиократы (Тюрго, Кенэ и др.) рассматривали деньги как знак, менявший своё значение в ходе обмена, хотя и те, и другие по-разному подходили к вопросу происхождения стоимости.
Все три эмпирические области имели глубокие структурные сходства, поскольку обладали одной и той же эпистемологической конфигурацией. В них были одинаковые концепции порядка, знаков, языка и знания, хотя пары атрибутивность — сочленение и обозначение — деривация соответствовали лишь одной функции в анализе богатств и естественной истории. Классическая эпистема репрезентации не являлась единственным способом отношения знаков и вещей; отношения тождества и различия в конце XVIII века уступают место современной эпистеме точно так же, как сами они сменили принцип подобия эпохи Ренессанса. Если «Дон Кихот» воплощал переход к классической эпохе, то романы Маркиза де Сада «Жюстина» и «Жюльетта» ознаменовали приход современности.

### Современная эпистема
С возникновением современной эпистемы в начале XIX века происходит распад репрезентации и классической эпистемы порядка, меняется расположение вещей в пространстве знания. Вещи приобретают темпоральное измерение, подвергаясь воздействию исторических сил, сама история становится одной из областей знания; место пространства в познании занимает время. Фуко пишет об «упадке» или «крахе» репрезентации. «Органические структуры» заменяют тождества и различия. Возникает концептуальное пространство вещей — мир идеальных сущностей, в котором трансцендентальные объекты — труд, жизнь, язык, — становятся важнее слов и вещей. История и антропология выражают принципы новой эпистемы, их можно видеть в проекте кантовской критики: Кант признаёт, что эмпирическая область знания по природе является репрезентацией, но не сводит к ней всё знание.
Новый подход к словам и вещами ведёт к фрагментации эпистемологического поля — поля познания, в отличие от однородности классической эпистемы. Фуко выделяет три новых измерения пространства знания: математические науки (включая математику и математическую физику), эмпирические науки (биология, экономика и филология) и философская рефлексия (об основах знания и реальности). Области знания постепенно выходят за рамки репрезентации; в них возможны применение методов одной области к проблемам другой. Возникшие в результате новой конфигурации знания категории интерпретации и формализации обуславливают появление филологии, социологии и экономики. Вместо обмена в анализе богатств предметом политической экономии становится труд; изучение жизни (биология) заменяет описание живых существ (естественная история); язык (филология) приходит на смену речи (грамматика). С возникновением гуманитарных наук (хотя Фуко не считал их науками в строгом смысле) в современной эпистеме появляется понятие человека, не существовавшее в предшествовавших эпистемах, хотя человек и занимал в них особое место.
Три формы философской рефлексии в современной эпистеме, согласно Фуко, зависят от их отношения к репрезентации. Первый, кантовский подход начинается с субъекта; здесь объекты репрезентативного знания конституируются в трансцендентальной реальности разума. Другой возможностью является подход с точки зрения объекта, разработка трансцендентальной философии объекта: изучение жизни, труда, языка; Фуко сближает подобные философские системы с кантовской, поскольку они лишь продолжают его трансцендентальный поворот. Оба подхода связывают репрезентацию с субъектом или объектом; третья форма рефлексии, позитивизм, сводит знание к опыту, упраздняя трансцендентальное основание.
Фуко анализирует три области эмпирического знания в современной эпистеме: биологию, экономику и филологию, которые, с его точки зрения, имеют общую «археологическую» структуру. В классической эпистеме стоимость и обмен являются репрезентацией, однако в современную эпоху происходит кардинальный разрыв с ранней теорией стоимости, которая теперь относится к производительной силе труда. Важным шагом были взгляды Адама Смита, считавшего труд абсолютной мерой стоимости товара и отвергавшего подход к труду в терминах потребностей и желаний, хотя Смит не ушёл окончательно от репрезентации. Решающий разрыв с классической эпистемой происходит, когда труд перестаёт быть единственным источником стоимости (которая больше не является знаком). Разрыв имеет три следствия. Во-первых, возникает новая, линейная концепция экономической истории с причинно-следственными цепочками (в отличие циклической истории в анализе богатств), в которой производство выходит на первый план (Рикардо). Во-вторых, рождается новая концепция человека как экономического агента (homo oeconomicus), основанная на восприятии человека как смертного существа, то есть на «антропологии» человеческой конечности. В-третьих, два первых следствия приводят к третьему — проблеме предела, границ: чем больше человек овладевает природой, тем сильнее осознаёт свою конечность. Экономическая история должна дать решение проблемы в рамках концепции конечности природы и человека (природа имеет ограниченные ресурсы, а возрастающие человеческие потребности приводят к нужде). Проблема имеет два способа решения, две возможных интерпретации. Неустранимая нужда в пессимистической версии Рикардо противостоит оптимизму Маркса, согласно которому человеческая конечность приведёт в итоге к появлению нового сознания и к радикальному изменению в экономическом и социальном устройстве. Оба варианта разделяют базовую картину экономической реальности и, имея одинаковую структуру, вписаны в современную эпистему. Поэтому противостояние марксизма и буржуазных подходов поверхностно.
Переход от естественной истории к современной биологии произошёл, согласно Фуко, с введением Ламарком понятия органической структуры, хотя Фуко относил Ламарка к классической эпистеме. Прорыв совершил Кювье, у которого органическая структура впервые не зависит от таксономической классификации. Кювье стал рассматривать живые существа как функциональные системы. Согласно Фуко, после Кювье биология рассматривает три главных признака жизни. Во-первых, между разными формами жизни существуют разрывы. Во-вторых, разнообразие видов больше не вызвано внешними причинами (как в таксономических таблицах), а зависит от непосредственной среды обитания. В-третьих, появляется темпоральность: разрывы между группами живых существ и воздействие окружающей среды сущностно связаны со временем (в отличие от аисторичной естественной истории в классической эпистеме). Темпоральность и историчность жизни служат основой для теории эволюции (Дарвин и Уоллес). Фуко отвергает традиционное мнение о близости «трансформизма» Ламарка и теории Дарвина; идее эволюции предшествует именно «фиксизм» Кювье — один из подходов к историчности жизни в современной эпистеме.

### Ранняя критика
Концепция эпистемы вызвала обширную критику в ходе дебатов о «Словах и вещах». Описания эпистем в исследовании Фуко часто трактовали как исторические «концептуальные схемы» или «мировоззрения». Некоторые авторы сближали эпистему с познавательным априори Канта, а не с лингвистическим подходом Леви-Стросса. Критически оценивая «структурализм без структурализма» Фуко как сочетание «ловкости... голых утверждений и упущений», Жан Пиаже в 1968 году отмечал:

Эпистемы следуют друг за другом, а не следуют одна из другой формально или диалектически. Они не связаны ни генетически, ни исторически. Смысл этой «археологии» разума вкратце в том, что внутренние трансформации разума не имеют причин и что его структуры появляются и исчезают в ходе случайных изменений и в результате мгновенных всплесков. Иными словами, история разума весьма похожа на описание истории видов в биологии до возникновения кибернетического структурализма.
Серьёзную критику историков вызвали эмпирические аспекты описания эпистем (прежде всего анализ Ренессанса и классической эпохи). По выражению Джорджа С. Руссо, в своём исследовании Фуко доходил до «некромантии» в ущерб исторической точности. Фуко просто неверно понимает поле собственно научного исследования, утверждал Джордж Хаперт. Схожим образом Джон Грин резко возражал против трактовок Бюффона и Ламарка. Согласно Морису Корвезу, Фуко игнорировал или поверхностно рассматривал «великие имена» среди учёных. Помимо эмпирических трудностей, многие историки отмечали спорность ключевых гипотез Фуко.
Во-первых, характеристики эпистем сильно упрощают конкретную эпоху и не учитывают её основные аспекты. Так, Хаперт утверждал, что анализ Ренессанса выводил на первый план герметизм и магию и не учитывал ученых-эмпиристов (Коперник, Везалий). В эпистеме Ренессанса у Фуко магия и наука по сути объединены, тогда как на самом деле имело место жёсткое разделение между ними. Пригнанность, соперничество, аналогия и симпатия, по Фуко, составляют единое поле, тогда как они принадлежат различным областям — грамматике, риторике или моральной философии, диалектике и естественной философии или медицине. Нумерология и астрология рассматривались Фуко как типичные доктрины Ренессанса, хотя на самом деле они уже в конце XVI века подвергались критике учёными (Мирандола и другие гуманисты) и считались вымыслом. Йен Маклин полагает, что ренессансная эпистема в изображении Фуко представляет собой ярко выраженный платонизм.
Во-вторых, сомнение вызывал тезис об отличительных характеристиках той или иной эпистемы и радикальных разрывах между ними. Так, Д. С. Руссо отмечал, что идеи грамматики Пор-Рояля (классическая эпистема у Фуко) уже присутствовали в работе испанского грамматиста Санктиуса (1585 год). Схожим образом центральное понятие современной эпистемы «органическая структура» восходит к временам Платона и Аристотеля. Фуко неверно датировал появление современной биологии, — так считал биолог Винсент Лабери; и политической экономии (историк Пьер Вилар). Сомнительно отнесение «Менин» Веласкеса к классической эпистеме, а «Дон Кихота» — к возрожденческой, поскольку временное расстояние между ними весьма незначительно, писал историк Жан-Марк Пелорсон.
Ряд авторов ставил под сомнение правомерность такого холистского анализа истории мысли, считая целостность эпистемы искусственной. Так, Морис Корвез полагал, что Фуко некорректно сравнивал науку с другими, ненаучными видами знания; эпистема не позволяет объяснить, почему, например, в XVII веке естественные науки играли более важную роль, чем грамматика. На недостатки в подходе к отношениям внутри эпистемы указывала Сильвия Лебон: с одной стороны, отношения между элементами ригидны, но с другой стороны, они всегда случайны и замкнуты, что вызвано тотальностью эпистемы; связь между элементами может быть случайным совпадением.
В защиту Фуко можно сказать, что даже на эмпирическом уровне его подход позволяет пересмотреть ряд традиционных исторических интерпретаций. Комментируя критику, Гэри Гаттинг отмечал, что Фуко не ставил задачей подтвердить свои утверждения всеми источниками какого-либо периода, используемые им примеры являются не доказательствами, а иллюстрациями. Вместе с тем, Фуко часто использовал термины классическое мышление, современное мышление, западное мышление и даже «вся эпистема западной культуры»; в «Словах и вещах» Фуко писал, что любой конкретной культуре в конкретный момент всегда существует только одна эпистема, определяющая условия возможности знания. Гаттинг и другие исследователи писали, что плодотворным является использование не обобщений Фуко (которые, вероятно, не выдерживают эмпирической проверки), а сам замысел; его гипотезы можно использовать как источники новых идей. Как отмечал Д. Х. Хекстер, тезисы конструктивистской истории почти всегда опровергаются при изучении конкретных областей, однако, парадоксальным образом, исследователи вновь неизбежно приходят к конструктивизму. С этой точки зрения, ценность конструктивистской истории Фуко не в исторической точности, а в способности стимулировать дальнейшие исследования.

## Эволюция концепции и отказ Фуко от эпистемы
Обобщая ранние работы в «теоретической» книге «Археологии знания» (1969), Фуко писал, что открытие сходств между всеобщей грамматикой, анализом богатств и естественной историей не было связано с реконструкцией ментальности или формы рациональности того времени. Согласно Фуко, он, напротив, стремился проиллюстрировать локальными исследованиями разнообразие дискурсов, а не выявить некую культурную целостность. В «Археологии знания» Фуко настаивал, что эпистема не является трансцендентальным принципом упорядочивания вещей, совокупностью утверждений, концептов или готовой рациональной схемой для различных наук и дисциплин; это совокупность динамических отношений, пространство рассредоточения взаимосвязей, существующих только в конкретных случаях дискурса конкретной исторической эпохи, хотя и определяющих закономерности дискурсивных практик. Фуко отмечал:

Эпистема — это не форма знания и не тип рациональности, который проходит через различные науки, манифестирует обособленные единства субъекта, духа или эпохи; эпистема — это, скорее, совокупность всех связей, которые возможно раскрыть для каждой данной эпохи между науками, когда они анализируются на уровне дискурсивных закономерностей.
Динамические отношения, таким образом, не скрыты в дискурсивных практиках, а скорее являются правилами их формирования, «позитивным бессознательным». Оставаясь на поверхности дискурсов, эпистема не имеет глубины или внутреннего содержания; её элементы проявляются в дискурсах, но не рефлексируются. С помощью эпистемы можно увидеть прошлое, но её нельзя привести к системе или структуре; эпистема является лишь совокупностью отношений.
В «Археологии знания» понятие уходит на второй план; Фуко, вероятно, посчитал понятие слишком похожим на другие концептуальные схемы 1960-х годов. Исследователь Патрик Жюнье пишет, что для Фуко занявшие место философии в современную эпоху гуманитарные науки стали выражением воли к господству — маской власти; поэтому Фуко перешёл к изучению подчинения знания власти и, соответственно, отказался от понятия эпистемы. Исследователь Томас Лутц выделял ряд причин, способствовавших отказу Фуко от эпистемы: сдвиг во Франции от структурализма к политизированному волюнтаризму после 1968 года; поиск такого способа изучения дискурса, который бы не являлся интерпретацией; признание невозможности исследовать изменения, причинность или действие (agency); проблема сохранения модели с глубинным и поверхностным уровнями, при том, что Фуко показал идеологичность такого разграничения; наконец, противоречивость самого исследовательского проекта: невозможность изучения эпистемы через локально-исторические исследования, неустранимые трудности в познании эпистем прошлого или даже настоящего.
Пересмотрев свой подход, Фуко после 1970 года отказался от термина в пользу концепции «диспозитива» (аппарата) «власти — знания»; в интервью 1972 года Фуко уточнил, что эпистема в «Словах и вещах» не является исторической категорией, а представляет любые возможные отношения между различными науками или научными дискурсами в конкретный исторический период. В 1977 году он окончательно переопределил понятие как «стратегический диспозитив», позволяющий проводить отбор всех возможных высказываний в поле научности, в котором высказывание может быть истинным или ложным. Диспозитив не определяет истинность или ложность, а отделяет научное от ненаучного

## Эпистема и парадигма
Понятие эпистемы иногда употребляется в философии науки как аналог парадигмы, однако между терминами существует определённое различие. С одной стороны, оба понятия описывают характерные черты и прерывистость систем знания в разных исторических периодах; с другой стороны, если парадигма относится к внутринаучным правилам, то эпистема — к культурным и историческим аспектам установок познания. Эпистему с парадигмой Томаса Куна отождествляли, например, Жан Пиаже в книге «Структурализм» (1968), а позднее — критик Фуко Чарльз Тейлор. Некоторые критики писали, что Фуко заимствовал понятие у американского историка науки, не ссылаясь на него. В частности, Джордж Стайнер в 1971 году обвинял Фуко в том, что тот даже не упомянул имя Куна в своих работах. В ответ на критику Стайнера Фуко утверждал, что прочитал «восхитительную и важнейшую» книгу Куна только после окончания работы над «Словами и вещами». Как писала исследователь П. Мейджор-Поецл, эпистеме в «Словах и вещах» больше соответствовало понятие дисциплинарной матрицы у Куна, которое тот использовал для описания выходящих за рамки парадигмы аспектов науки: символических правил, метафизических парадигм, научных ценностей; эти матрицы, по Куну, вписаны в социальную структуру научных сообществ. Джорджо Агамбен отмечает, что, хотя Фуко часто использовал термин парадигма, понятие не имеет отношения к эпистеме. Согласно Агамбену, куновской парадигме соответствуют «эпистемологические фигуры» и «пороги эпистемологизации» из «Археологии знания»; Фуко чётко разграничил предмет собственных исследований и парадигму. Агамбен заключает, что эпистема, в отличие от парадигмы, определяет не предмет познания в конкретную эпоху, а возможность существования тех или иных научных дискурсов или эпистемологических фигур.

## Современные оценки. Влияние
Современный исследователь Патрик Жюнье так суммирует недостатки концепции эпистемы. Во-первых, остаются туманными сама изучаемая структура и её происхождение (ни социальное, ни биологическое, ни трансцендентальное). Появление новой эпистемы «загадочно», по выражению самого автора; вместо структур в строгом смысле Фуко описывает лишь гомогенную культурную целостность. Во-вторых, три эпистемы вычленяются ценой искажения фактов. В рамках определения эпистемы Фуко её трудно привести к единообразию, только путём притягивания тех или иных данных, поскольку некоторые аспекты культуры не вписываются в очерченную временную и концептуальную схему. В-третьих, термины, которые Фуко использует для описания перехода от одной эпистемы к другой: «прерывность», «перелом», «радикальное событие», «разрыв» — подразумевают скачки между гомогенными структурами (наследие структурализма). Если эпистемы отличны друг от друга, они не полностью закрыты; в таком случае трудно доказать факт скачкообразного перехода. Исследователь Данило Мартучелли отмечает, что в эпистеме воплощался «лингвистический идеализм» раннего Фуко, обозначавший тупик его радикального структурализма. Всё сводилось к эпистеме: любой объект конституировался только в дискурсе, хотя мыслитель и признавал существование недискурсивных практик.
В то же время, исследователь Жан-Клод Вийман соглашается с позицией Жиля Делёза, трактовавшего исторические «эпохи» Фуко как множества, которые «ускользают из-под власти субъекта, равно как и из-под власти структуры». По мнению Виймана, хотя эпистема и противостоит свободе индивида в экзистенциализме и имеет связь со структурализмом, однако не сводится к нему, поскольку, во-первых, она не имеет всеобщий характер, и, во-вторых, в рамках эпистемы индивид сохраняет способность размышлять об определяющих его структурах. Исследователь отмечает, что эпистема, подобно габитусу в социологии Пьера Бурдьё, так обуславливает способы существования, что, люди, совершая осознанные поступки, считают себя свободными, однако не осознают причины своих действий. По мнению исследователя Йена Маклина, одним из достоинств концепции эпистемы является то, что она отвергает проницательность, цельность и непрерывность человека, его наивную веру в прогресс и эволюцию, вневременную рациональность, которые оказываются всего лишь идеологическими конструктами
Термин используется в политической науке и в теории международных отношений, хотя произошло изменение его первоначального смысла. В 1975 году американский политический теоретик Джон Руджи, ссылаясь на Фуко, ввёл понятие «эпистемологическое сообщество», которое с начала 1990-х годов развивал Питер Хаас. Эпистемологическое сообщество, границы которого формирует эпистема, представляет собой сообщество людей со схожим способом восприятия социальной реальности, разделяющих сходные символы и образцы, имеющих совместные ожидания и намерения, обладающих определёнными компетенциями

## Комментарии
1. ↑  Термин восходит к философии Канта[2].
2. ↑  Фуко упоминает и четвёртую эпистему, начавшуюся около 1950 года, однако не уточняет подробно её характеристики. В эпистеме возникают рефлексия и самокритика, гуманитарные науки (психология, социология, литературоведение) сталкиваются с психоанализом, этнологией, лингвистикой; последние выявляют бессознательные структуры, условия возможности гуманитарного знания (как и собственные исследования Фуко)[14].
3. ↑  Г. Гаттинг предполагает, что ключевой мыслью Фуко в его во многом неясном анализе был тезис о невозможности для классической эпистемы представлять сам акт репрезентации объекта, который принимался как данность; классическое мышление, конечно, осознавало репрезентацию и описывало её с помощью разных теорий, но не могло выйти за границы репрезентации[37].
4. ↑  Главной проблемой естественной истории были индивидуальные отличия живых существ и, соответственно, классификации их совокупности; проблема разрешалась постулатом о непрерывности природы[46].
5. ↑  Фуко поясняет, что языки (всеобщая грамматика) развивались в большей степени спонтанно, разными группами людей, что вело к многообразию сочленений и атрибутивных связей; две другие области целевым образом конструировались в высокоразвитые научные и социальные концепции. Поэтому в первом случае элементы были разделены, а во втором — унифицированы[53].
6. ↑  Например, Йен Маклин отмечает ряд достоинств в описании ренессансной эпистемы. Подход Фуко позволяет лучше понять научную революцию и радикальную реконфигурацию знания в XVII веке (у Декарта, в логике и грамматике, биологии) и обращает внимание на внутренние противоречия некоторых аспектов прошлого, которые заложены в сами структуры мышления: доверие к религиозным текстам сочеталось в XVI—XVII веках с появлением научного логического мышления, причём это могло совмещаться у одного автора[88].
7. ↑  В отличие от габитуса, эпистема относится к обществу в целом, а не к отдельным индивидам.